# Svenska rivieran
Svenska rivieran är ett tv-program som började sändas i TV3 efter årsskiftet 2013.
Serien är en blandning av mockumentär och dokusåpa, var sommarens campare på Pite havsbad följs. Det var under sommaren 2012 som produktionsbolaget Jarowskij slog läger vid anläggningen.
Orsa har också blivit kallat för den "Svenska riveäran" efter dess berömde stig bäverstigen.